# Ekonomiåret 2009

## Händelser

### Januari
- 1 januari - Slovakien inför euro som valuta och blir därmed en del av euroområdet.

## Bildade företag
- Svevia, svenskt infrastrukturföretag.

## Uppköp
- Dresdner Bank, tysk bank som köps av Commerzbank.

## Konkurser
- Sky Europe, slovakiskt flygbolag.

## Priser och utmärkelser
- 10 december - Sveriges Riksbanks pris i ekonomisk vetenskap till Alfred Nobels minne tilldelades Elinor Ostrom "för hennes analys av ekonomisk organisering, särskilt samfälligheter" och Oliver Williamson "för hans analys av handelsmönster och lokalisering av ekonomisk verksamhet".[1]

## Avlidna
- 11 mars – Björn Westerlund, 97, finländsk företagsledare.

### Fotnoter
1. ↑  ”All Nobel Prizes” (på engelska). Nobelpriset. http://www.nobelprize.org/nobel_prizes/lists/all/index.html. Läst 19 augusti 2012.